# Щудли
Щудли (пол. Szczudły, нім. Georgsfelde) — село в Польщі, у гміні Каліново Елцького повіту Вармінсько-Мазурського воєводства.
Населення — 20 осіб (2011).
У 1975-1998 роках село належало до Сувальського воєводства.

## Демографія
Демографічна структура станом на 31 березня 2011 року:
|          | Загалом | Допрацездатний вік | Працездатний вік | Постпрацездатний вік |
| -------- | ------- | ------------------ | ---------------- | -------------------- |
| Чоловіки | 7       | 1                  | 6                | 0                    |
| Жінки    | 13      | 5                  | 6                | 2                    |
| Разом    | 20      | 6                  | 12               | 2                    |